# Тринитат Велья (станция метро, Барселона)
Тринитат Велья (кат. Trinitat Vella) — станция Барселонского метрополитена, расположенная на линии 1. Открытие станции состоялось 21 декабря 1983 года в составе участка «Торрас-и-Баджес» — «Санта-Колома». Станция расположена в районе Ла-Тринитат-Велья округа Сант-Андреу Барселоны.